# 谷真里奈
谷 真里奈（たに まりな、1月15日 - ）は、日本の女性歌手。イラストレーター、ゲームデザイナー。オリジナルソングがメインのシンガーソングライター。現在は珠洲ノらめるの名前で活動中。千葉県出身。愛称は「らめるん」。

## 人物
子供時代からドラマ、バラエティに出演。現在はアーティスト、クリエイター、イラストレーターの活動が主。関東を中心にライブ活動をしている。自身で作詞もしており作詞した楽曲数は100曲を超える。イラストレーターとして自身のCDジャケットやボードゲームのイラストも手掛ける。3頭身前後のデフォルメ絵を得意としている。ボードゲームが趣味であることからボードゲームアイドルとして活動を始め、活動の一環で日本全国行脚を達成。2周目の日本全国行脚時にクラウドファンディングを実施し500%越えを達成している。また自身でボードゲームも作成している。釣りも趣味でごはん屋さん「にゅわり亭」では自身で釣った魚をさばいたメニューがふるまわれることがある。好きな食べ物は甘いもの。

## 来歴
- 2008年12月 萌え系音楽ユニット「caramel paradox」[4]でCHEEBOWと組み楽曲活動開始(現在は活動休止中)
- 2009年4月 「さんせっと・・・」としてSEIとともに声優を目指しユニット活動開始。2011年解散
- 2011年4月 うにかんてんてープロデュースの下、ソロ活動開始
- 2012年 ラブライブ！コピーユニット「ラブ☆ライバル」結成 2015.2.15解散
- 2014年3月 天下一音楽会メジャーリリース全国大会　優勝
- 2015年4月 12か月連続シングルCD発売ライブ開始　2016年3月完走
- 2015年7月 ラブライブ！コピーユニット「L☆R→」(えるあーるねくすと)結成　2017.1.7解散
- 2016年8月 「しゅぴ～る遊園地」に初期メンバーとして加入。[5][1][2]
- 2016年10月 らめるんの日本全国ボドゲの旅　開始[6]　2017年　47都道府県踏破達成
- 2017年10月 らめるんの日本全国ボドゲの旅2周目のクラウドファンディング実施。500%超え達成[7][8]
- 2018年12月 しゅぴ～る遊園地解散。ソロでボードゲームアイドルになる。[9]
- 2019年5月 らめるんの日本全国ボドゲの旅2周目  47都道府県踏破達成。
- 2019年8月 ボードゲームアイドル改め、ボードゲームクリエイターとして活動開始。
- 2019年10月 活動名称を"珠洲ノらめる"に統一。

## 出演

### ドラマ
- 2000年 NHK 教育テレビ 虹色定期便 山梨県甲府市編　準レギュラー 秋山楓役
- 2001年 TBS 日曜劇場 ガッコの先生　レギュラー 藤崎佳織役
- 2001年 NHK BS ハイビジョンサスペンス・コウノトリなぜ紅い

### バラエティ
- 2000年 バモバモ! サッカーテレビ

### CM
- 2006年 アルベルト 自転車店の看板娘篇

### PV
- 2006年 長澤まさみ「セーラー服と機関銃」エキストラ
- 2018年 しゅぴ～る遊園地「しゅぴっち-GO-ROUND」メイン[10]

### 舞台
- 2018年　人狼系舞台「レジスタンスイレブン」らめさん役[11]

## ディスコグラフィー

### シングル
| 発売日         | タイトル                   |
| -------------- | -------------------------- |
| 2011年3月5日   | switch                     |
| 2011年12月24日 | ぷれぜんと                 |
| 2013年4月29日  | 粉塵爆発！りこぴんたん！！ |
| 2014年4月27日  | feel soft music            |
| 2014年10月26日 | 青春きっぷ！               |
| 2015年1月14日  | きいろ                     |
| 2015年4月26日  | 跳梁跋扈！りこぴんたん！！ |
| 2015年4月29日  | NEW WORLD                  |
| 2015年5月29日  | 飛行機にのって             |
| 2015年6月29日  | パステル/アジサイガール    |
| 2015年7月29日  | Poppin' Soda               |
| 2015年8月29日  | らめらじ2015               |
| 2015年9月29日  | あくび                     |
| 2015年10月25日 | feel soft music 2          |
| 2015年10月29日 | ハピハロメモリー           |
| 2015年11月29日 | ぼくはサンタ               |
| 2015年12月29日 | CONTINUE                   |
| 2016年1月29日  | ヒロインモード             |
| 2016年2月29日  | Winter Fizz                |
| 2016年3月29日  | はるのあしおと             |
| 2016年9月15日  | やったい！くらげ祭         |
| 2017年1月14日  | ぴあのならめるなの１       |
| 2017年3月26日  | ぴあのならめるなの２       |
| 2017年4月30日  | 光芒一線！りこぴんたん！！ |
| 2017年7月9日   | ぴあのならめるなの３       |
| 2017年10月29日 | Re:born☆Bitter day         |
| 2018年1月14日  | ポケットメモリーズ         |
| 2018年10月28日 | 待ちあわせ                 |
| 2019年4月28日  | Refresh juice              |
| 2019年10月27日 | 君しか！～christmas Love～ |
| 2020年1月19日  | Prismatic Link 0115        |
| 2021年2月1日   | ″#びーるくず″のうた        |

### アルバム
| 発売日         | タイトル              | 収録曲 |
| -------------- | --------------------- | --- |
| 2011年5月1日   | きゃらめるんそ～すっ♪ | 1. Let'sgo!! (作詞:らめる/作曲:ゆずひこ) 2. Switch (作詞:らめる/作曲:うにかんてんてー) 3. ふらいんぐらびっと (作詞:らめる/作曲:CHEEBOW) 4. 夢蕾 (作詞:らめる/作曲:ark k'fied) 5. べほいみ (作詞:うにかんてんてー/作曲:うにかんてんてー) 6. すぷりん (作詞:らめる/作曲:友蔵) 7. あまあま (作詞:らめる/作曲:うにかんてんてー) 8. by.デタラメナセカイ (作詞:らめる/作曲:氷空色釦) 9. Give me laugh (作詞:らめる/作曲:友蔵) 10. 恋色メガネ・ω・ (作詞:らめる/作曲:ゆずひこ) 11. 君へ… (作詞:らめる/作曲:友蔵) |
| 2011年10月30日 | ひとやすみ            | 1. あたしの歌。 (作詞:らめる/作曲:友蔵) 2. 222 (作詞:なし/作曲:うにかんてんてー) 3. cafe afternoon (作詞:らめる/作曲:gotrio) 4. 赤い宝石 (作詞:らめる/作曲:うにかんてんてー/丹野義昭) 5. すらっしゅ (作詞:なし/作曲:うにかんてんてー) 6. PureFrill (作詞:らめる/作曲:Ponta) 7. 涙色のグラス (作詞:らめる/作曲:gotrio) 8. atmosphere-さーどみっくす- (作詞:らめる/作曲:Records Booster) |
| 2012年4月30日  | すくーるらいふ！      | 1. すたーとだっしゅ (作詞:うにかんてんてー/作曲:うにかんてんてー) 2. 一時間目 (作詞:らめる/作曲:友蔵) 3. 給食ランチタイム (作詞:らめる/作曲:gotrio) 4. 青空教室 (作詞:らめる/作曲:ゆずひこ) 5. ほっとけないよ (作詞:うにかんてんてー/作曲:うにかんてんてー) 6. 白い公約 (作詞:らめる/作曲:wint) 7. 七不思議あどべんちゃー (作詞:らめる/作曲:gotrio) 8. ほわいとすかいだいばー (作詞:らめる/作曲:うにかんてんてー) 9. レモンイロキャンディ (作詞:らめる/作曲:ねこなご) 10. ソラに続く未来 (作詞:らめる/作曲:うにかんてんてー) 11. 桜フィルム (作詞:らめる/作曲:CHEEBOW) |
| 2012年10月28日 | どーぶつどーなつ      | 1. YOU☆LOVE★PANDA (作詞:らめる/作曲:CHEEBOW) 2. ジュラーフグラフ (作詞:うにかんてんてー/作曲:Records Booster) 3. Blue Rainbow (作詞:らめる/作曲:y@yama) 4. Rainy Rare Radio (作詞:らめる/作曲:うにかんてんてー) 5. jazoo (作詞:らめる/作曲:gotrio) 6. ふゅーちゃー☆あすとなーす (作詞:ねこみりん/作曲:ねこみりん) 7. しろくま (作詞:うにかんてんてー/作曲:うにかんてんてー) 8. どーぶつどーなつ (作詞:らめる/作曲:うにかんてんてー) |
| 2013年10月27日 | time's:witch          | 1. time's:witch (作詞:なし/作曲:うにかんてんてー) 2. untidy room (作詞:らめる/作曲:うにかんてんてー) 3. 1%fantasy (作詞:らめる/作曲:うにかんてんてー) 4. 恋のKO!! (作詞:らめる/作曲:gotrio) 5. Lovely Sorcery (作詞:らめる/Gucchie/作曲:Gucchie) 6. @渦巻きクッキー@ (作詞:らめる/作曲:うにかんてんてー) 7. startrain (作詞:らめる/作曲:gotrio) 8. comet (作詞:らめる/作曲:友蔵) 9. HAPPY REINDEER (作詞:らめる/作曲:うにかんてんてー) 10. ハルホタル (作詞:らめる/作曲:うにかんてんてー) 11. いつでも笑顔で大丈V (作詞:らめる/作曲:ゆずひこ) 12. BEAR FRIEND (作詞:燈野淳花/作曲:夢兎-moo-) 13. 目覚める鼓動 (作詞:らめる/作曲:うにかんてんてー) 14. 夢の続き (作詞:時計屋/作曲:氷空色釦) |
| 2016年4月24日  | RAMEFUL               | 1. ヒロインモード (作詞:らめる/作曲:ロンゲスト) 2. ハピハロメモリー (作詞:らめる/作曲:らめる/うにかんてんてー) 3.おふとんらぷそでぃ (作詞:らめる/作曲:ロンゲスト) 4. 空腹ミステリー (作詞:らめる/作曲:うにかんてんてー) 5. チャイナロマンス (作詞:SHIKI/作曲:うにかんてんてー) 6. 桜並木に君がいた (作詞:らめる/作曲:gotrio) 7. あくび (作詞:うにかんてんてー/作曲:うにかんてんてー) 8. サイカイ (作詞:うにかんてんてー/作曲:Records Booster) 9. 飛行機にのって (作詞:ロンゲスト/作曲:ロンゲスト) 10. きみがいるとろくなことがない (作詞:らめる/作曲:うにかんてんてー) 11. らめらじ2016 (作詞:らめる/作曲:うにかんてんてー) 12. Poppin'Soda (作詞:らめる/作曲:gotrio) 13. ぼくはサンタ (作詞:らめる/作曲:うにかんてんてー) 14. 白 (作詞:らめる/作曲:氷空色釦) |
| 2016年10月30日 | RAMECHROME            | 1. monochrome (作詞:らめる/作曲:うにかんてんてー) 2. レベッカ (作詞:うにかんてんてー/作曲:うにかんてんてー) 3. Winter Fizz (作詞:らめる/作曲:うにかんてんてー) 4. はるのあしおと (作詞:らめる/作曲:うにかんてんてー) 5. 忍法！キミがアタシに変をする！ (作詞:らめる/作曲:うにかんてんてー) 6. ダブルイール (作詞:うにかんてんてー/作曲:うにかんてんてー) 7. for the dream (作詞:うにかんてんてー/作曲:うにかんてんてー) 8. アジサイガール (作詞:らめる/作曲:うにかんてんてー) 9. days (作詞:らめる/作曲:gotrio) 10. CONTINUE (作詞:らめる/作曲:うにかんてんてー) 11. NEW WORLD (作詞:らめる/作曲:Records Booster) 12. ナイトライダー (作詞:らめる/作曲:氷空色釦) 13. 光に吹かれて (作詞:らめる/作曲:うにかんてんてー) 14. パステル (作詞:らめる/作曲:Mr.Bon) |
| 2020年2月27日  | BoardGameTraveler     | 1. Freuen Liefern (作詞:珠洲ノらめる/作曲:編曲:ゴトウダリョウタ) 2. 君にキュンとSTOP！(作詞:珠洲ノらめる/作曲:うにかんてんてー/編曲:Le Costa) 3. おばけじゃないよ(作詞:珠洲ノらめる/作曲:編曲:きくっちゃん) 4. しーくれっと×シークレット(作詞:珠洲ノらめる/作曲:編曲:ロンゲスト) 5. パレッティーレモンティー(作詞:珠洲ノらめる/作曲:うにかんてんてー/編曲:Le Costa) 6. Forget-me-not(作詞:珠洲ノらめる/作曲:編曲:西遙彩華) 7. レリュート(作詞:作曲:編曲:うにかんてんてー) 8. ダウンタイム(作詞:たかとら/作曲:編曲:うにかんてんてー) 9. 5minute timer(作詞:珠洲ノらめる/作曲:編曲:うにかんてんてー) 10. Go straight(作詞:珠洲ノらめる/作曲:うにかんてんてー/編曲:Le Costa) 11. ロケットで突き抜けろ！！(作詞:作曲:うにかんてんてー/編曲:Le Costa) 12. ミッドナイトパーティー(作詞:珠洲ノらめる/作曲:編曲:かききまなみ) 13. ボードゲームファイター-piano ver.-(作詞:たかとら/作曲:HIROTOMO/中山英二/編曲:西遙彩華) |

### ゲスト、コンピレーション
| 発売日         | タイトル                              |
| -------------- | ------------------------------------- |
| 2011年8月13日  | Re:BOF                                |
| 2011年10月30日 | 神出鬼没あんどろいだー                |
| 2013年4月29日  | modify breaking                       |
| 2013年12月30日 | General Fleet-ユメイロボトムサウンド- |
| 2014年4月27日  | 飛行記録-flight recorder-             |
| 2016年10月30日 | Nature of Native                      |

## 自主製作PV
| 公開日        | タイトル                    |
| ------------- | --------------------------- |
| 2021年1月22日 | "＃びーるくず"のうた(short) |
| 2021年2月18日 | Prismatic Link0115          |
| 2021年2月22日 | 222                         |
| 2021年3月16日 | べほいみ                    |
| 2021年4月14日 | はるのあしおと              |
| 2021年8月21日 | ジュラーフグラフ            |

## ボードゲーム

### ゲームデザインした作品
| 発売日 | タイトル               |
| ------ | ---------------------- |
| 2017年 | しゅぴっち総選挙       |
| 2018年 | ラメットサミット       |
| 2019年 | スキスキハリネズミ     |
| 2019年 | おそらのゆうびんやさん |

### デザイン提供した作品
| 発売日 | タイトル                 |
| ------ | ------------------------ |
| 2016年 | てんしのたまご           |
| 2017年 | しゅぴっち総選挙         |
| 2018年 | ラメットサミット         |
| 2018年 | 校正ガール               |
| 2018年 | ダイスでポン！           |
| 2019年 | カンジてフィーリング     |
| 2019年 | スキスキハリネズミ       |
| 2019年 | したたかパンダ           |
| 2019年 | おそらのゆうびんやさん   |
| 2019年 | カードル(予約特典)       |
| 2019年 | マッハでマッパー         |
| 2020年 | ムショの中のアリス       |
| 2021年 | バイキング王のレストラン |